# Tour der australischen Rugby-Union-Nationalmannschaft nach Argentinien 1979
| Tour der Wallabies nach Argentinien 1979 | Tour der Wallabies nach Argentinien 1979 | Tour der Wallabies nach Argentinien 1979 | Tour der Wallabies nach Argentinien 1979 | Tour der Wallabies nach Argentinien 1979 |
| Übersicht                                | S                                        | G                                        | U                                        | N                                        |
| ---------------------------------------- | ---------------------------------------- | ---------------------------------------- | ---------------------------------------- | ---------------------------------------- |
| Test Matches                             | 2                                        | 1                                        | 0                                        | 1                                        |
| Sonstige Spiele                          | 5                                        | 5                                        | 0                                        | 0                                        |
| Gesamt                                   | 7                                        | 6                                        | 0                                        | 1                                        |
|                                          |                                          |                                          |                                          |                                          |
| Argentinien                              | 2                                        | 1                                        | 0                                        | 1                                        |

Die Tour der australischen Rugby-Union-Nationalmannschaft nach Argentinien 1979 umfasste eine Reihe von Freundschaftsspielen der Wallabies, der Nationalmannschaft Australiens in der Sportart Rugby Union. Das Team reiste im Oktober und November 1979 durch Argentinien. Während dieser Zeit bestritt es sieben Spiele. Darunter waren zwei Test Matches gegen die Pumas, die mit je einer Niederlagen und einem Sieg endeten. In den übrigen Spielen gegen Auswahlteams blieben die Australier unbesiegt.
Es handelte sich um die erste Tour eines australischen Teams nach Argentinien und die Unión Argentina de Rugby pries das Ereignis wie folgt: „Mit diesem Besuch Australiens beginnt eine neue Rugby-Beziehung mit einem Land, das ähnlich wie Neuseeland über ein ausgezeichnetes Spielniveau verfügt, was eine Vervielfachung der Möglichkeiten zur Assimilierung und Verbesserung unseres Sports bedeutet. Hervorzuheben ist auch die Disziplin, welche die australischen Delegation während ihres Besuchs an den Tag legte.“

## Spielplan
- Hintergrundfarbe grün = Sieg
- Hintergrundfarbe gelb = Unentschieden
- Hintergrundfarbe rot = Niederlage

(Test Matches sind grau unterlegt; Ergebnisse aus der Sicht Australiens)
| # | Datum             | Gegner                         | Ort          | Stadion                            | Ergebnis |
| - | ----------------- | ------------------------------ | ------------ | ---------------------------------- | -------- |
| 1 | 13. Oktober 1979  | San Isidro Club                | Buenos Aires | Estadio Ferro Carril Oeste         | 17:12    |
| 2 | 16. Oktober 1979  | Seleccionado del Interior      | Salta        | Universitario Rugby Club           | 47:12    |
| 3 | 20. Oktober 1979  | Unión de Rugby de Buenos Aires | Buenos Aires | Estadio Ferro Carril Oeste         | 22:6     |
| 4 | 23. Oktober 1979  | Unión de Rugby de Rosario      | Rosario      | Club Gimnasia y Esgrima de Rosario | 21:13    |
| 5 | 27. Oktober 1979  | Argentinien                    | Buenos Aires | Estadio Ferro Carril Oeste         | 13:24    |
| 6 | 30. Oktober 1979  | Unión de Rugby de Cuyo         | Mendoza      | Club Marista                       | 43:4     |
| 7 | 03. November 1979 | Argentinien                    | Buenos Aires | Estadio Ferro Carril Oeste         | 17:12    |

## Test Matches
| 27. Oktober 1979 | Argentinien                                                                        | 24 : 13         | Australien                                                  | Estadio Ferro Carril Oeste, Buenos Aires Zuschauer: 25.000 Schiedsrichter: Stefanus Strydom (Südafrika) |
| 27. Oktober 1979 | Versuche: Madero (2) Erhöhungen: Porta (2) Straftritte: Porta Dropgoals: Porta (3) | (12:10) Bericht | Versuche: Crowe Straftritte: Paul McLean Dropgoals: Melrose | Estadio Ferro Carril Oeste, Buenos Aires Zuschauer: 25.000 Schiedsrichter: Stefanus Strydom (Südafrika) |

Aufstellungen:
- Argentinien: Marcelo Campo, Adolfo Cappelletti, Alejandro Cubelli, Alejandro Iachetti, Marcos Iacchetti, Tomás Landajo, Marcelo Loffreda, Rafael Madero, Fernando Morel, Tomás Petersen, Hugo Porta , Enrique Rodríguez, Martín Sansot, Héctor Silva, Gabriel Travaglini 
 Auswechselspieler: Eduardo Sanguinetti
- Australien: Greg Cornelsen, Phillip Cox, Phil Crowe, Chris Handy, Peter Horton, Mark Loane , Paul McLean, Peter McLean, Tony Melrose, Brendan Moon, Michael O’Connor, Stan Pilecki, Tony Shaw, Andrew Slack, Andy Stewart

| 3. November 1979 | Argentinien                                                              | 12 : 17       | Australien                                                                | Estadio Ferro Carril Oeste, Buenos Aires Zuschauer: 30.000 Schiedsrichter: Stefanus Strydom (Südafrika) |
| 3. November 1979 | Versuche: Petersen Erhöhungen: Porta Straftritte: Porta Dropgoals: Porta | (6:4) Bericht | Versuche: Batch Moon (2) Erhöhungen: Paul McLean Straftritte: Paul McLean | Estadio Ferro Carril Oeste, Buenos Aires Zuschauer: 30.000 Schiedsrichter: Stefanus Strydom (Südafrika) |

Aufstellungen:
- Argentinien: Marcelo Campo, Adolfo Cappelletti, Alejandro Cubelli, Alejandro Iachetti, Marcos Iacchetti, Tomás Landajo, Marcelo Loffreda, Rafael Madero, Fernando Morel, Tomás Petersen, Hugo Porta , Enrique Rodríguez, Martín Sansot, Héctor Silva, Eduardo Sanguinetti
- Australien: Patrick Batch, Greg Cornelsen, Phillip Cox, Chris Handy, Mark Loane , Paul McLean, Peter McLean, Tony Melrose, Brendan Moon, Michael O’Connor, Stan Pilecki, Bill Ross, Tony Shaw, Andrew Slack, Andy Stewart